# Фишелев, Михаил Семёнович
Михаи́л Семёнович Фи́шелев (1888, Харьков (по др. данным — Полтава) — 4 ноября 1937, Сандормох) — деятель рабочего движения в России и США, директор Первой Образцовой типографии (Москва), активист троцкистской оппозиции.

## Биография
Из еврейской мещанской семьи. Отец — портной. Получил начальное образование. С 1905 г. — в партии Поалей Цион. Работал наборщиком в подпольной типографии в Харькове и Симферополе. Член РСДРП с 1907 г., пропагандист. В 1907 г. арестован в Харькове, находился в одиночном заключении, в 1908 г. приговорен по ст. 102, ч.1 УУ к вечной ссылке на поселение в Сибирь, отбывал её в поселке Бык на Ангаре (Пинчугская волость Енисейской губ.).
Бежал с поселения в 1910 г., в эмиграции жил в США. Член Американской социалистической партии. Секретарь Общества помощи ссыльнопоселенцам Сибири. Вместе со старым соратником по харьковской революционной работе С. В. Восковым участвовал в создании в Нью-Йорке по инициативе Сергея Ингермана ежедневной рабочей социалистической газеты «Новый Мир» (годы выхода: 1911—1938 гг.), в работе редакции которой в конце 1916 — начале 1917 гг. активно участвовали приехавшие в Нью-Йорк Николай Бухарин и Александра Коллонтай, приглашенный Бухариным Лев Троцкий, а также филадельфиец В. Володарский и Г. Чудновский. Фишелев работал в редакции ответственным секретарем, главным редактором был Григорий Вайнштейн, один из собственников издания. Газета «Новый Мир» активно участвовала в жизни социалистической партии и русскоязычных национальных федераций внутри этой партии: Русской, Украинской, Еврейской, Немецкой, Финской, Латышской и др. Эти федерации объединяли иммигрантов-социалистов Нью-Йорка, а также Чикаго, Филадельфии, Бостона и др., где проживали крупные колонии иммигрантов. Федерации обычно выражали интересы и настроения беднейших и наиболее радикально настроенных групп многоплемённого пролетариата. С этим связана радикальная ориентация издания. Фишелев в это время близок по своим взглядам к анархо-синдикалистам.
27 марта 1917 г. на норвежском пароходе «Христианиафиорд», вместе с Львом Троцким и другими эмигрантами, отправился в Россию, но со всей компанией был на месяц интернирован английскими властями в Галифаксе (Канада).
```
"В Галифаксе британские военные власти, кроме осмотра наших паспортов и обыска нашего багажа, решили произвести сыск в наших душах. При первом же допросе британские офицеры с тревогой спрашивали, не едем ли мы социалисты — «устраивать мир».
Вопрос был немного странен, поэтому естественно, что даже те, кто не ехал «устраивать мир», отказались отвечать на него.
На другой день, после первого допроса на пароход неожиданно явилась группа вооруженных солдат во главе с двумя офицерами, и взяла из среды русских эмигрантов шесть человек: Л. Троцкого, Г. Мельничанского, Г. Чудновского, Фишелева, Мухина, Романченко. Так как последние, не зная причины ареста, отказались добровольно выйти с парохода, то их выволокли...
На протесты остающихся, на требование взять всех, британцы ответили угрозами. (...) А наши телеграммы-протесты, обращенные к русскому Временному Правительству и канадскому министерству, даже не были посланы....
Во всем событии в глаза бросалась ещё дикая его сумбурность..."
[
6
]
```

Интернированные находились в лагере для военнопленных немцев Amherst. «Военный лагерь Amherst помещается в старом, до последней степени грязном и запущенном здании чугунолитейного завода. Нары для спанья расположены в три ряда вверх и в два ряда вглубь с каждой стороны. В этих условиях нас жило 800 человек. Вы можете себе представить, г. министр, какая атмосфера царит в этой спальне по ночам. Среди заключенных, несмотря на героические усилия, которые они непрерывно развивают для своего физического и нравственного самосохранения, имеется пять помешанных. Мы спали и ели с этими помешанными в одном помещении, г. министр!..» — писал об условиях содержания в лагере Д. Троцкий министру иностранных дел России П. Н. Милюкову. Обвинение заключалось в получении революционерами немецких денег с целью свержения Временного правительства, оно не было доказано. В итоге международной кампании в поддержку задержанных они получили возможность отправиться далее в Россию и прибыли через Стокгольм в Петроград 5 мая 1917 г.
Фишелев вернулся в Харьков. Секретарь Харьковского союза работников печатного дела, меньшевик-интернационалист, организатор забастовки печатников во время немецкой оккупации.
С 1919 г. в РКП(б). В 1920-е гг. — директор Первой Образцовой типографии (б. Сытинской) в Москве, развивает в ней рабочее самоуправление. Секретарь Московского губотдела Союза печатников. Член Общества политкаторжан и ссыльнопоселенцев.
Активный участник троцкистской оппозиции 1920-х гг. В сентябре 1927 г. нелегально отпечатал в типографии, которой руководил, манифест («платформу») троцкистско-зиновьевской оппозиции («Заявление 83-х») тиражом 25-30 тыс. экземпляров, он был распространен по стране.
```
"- Фишелев был директором образцовой типографии в Москве, которая нелегально напечатала платформу оппозиции в 1927 году, а я был наборщиком и участвовал в этой работе. Да, это была работенка, скажу я вам! - прищурив глаз, мечтательно, с оттенком гордости произнес наборщик. - И никакой там стахановщины и социалистических соревнований, а труд был подлинно социалистическим. День и ночь, день и ночь! Обложку дали невинную: Д. Фурманов, "Мятеж", а внутри - платформа оппозиции. Всю ночь без перекура и без отдыха. И Фишелев здесь же. "Вы бы отдохнули", - говорим ему. "Потом там, на Лубянке, отдохнем", - отвечает улыбаясь.
Каждый час подлетает авто, готовую продукцию берет и айда. Больше тридцати тысяч экземпляров уже тиснули. Фишелева к телефону позвали. Вернулся — сияет. Москва, - говорит, - уже читает нашу продукцию. И кое-где в провинции читают. А мы все жмем, все жмем. Только в одиннадцатом часу, перед обедом, влетели, как бешеные, гости с Лубянки. Всех под метлу. И сверстанные полосы тоже забрали"
[
10
]
. 
```

В 1927 г. исключен из партии, находился под арестом во внутренней тюрьме ГПУ, уволен с работы и подвергся травле в советской прессе. По обвинению «за принадлежность к троцкистской оппозиции» приговорен к трем годам ссылки.
После возвращения в Москву работал в издательстве «Советский писатель», линотипистом, чернорабочим артели «Техполимер». В своих вышедших тремя изданиями воспоминаниях «От харьковской голубятни до ангарской ссылки» описал детство в Харькове, участие в студенческой демонстрации осенью 1904 г., агитацию среди рабочих паровозостроительного завода и среди солдат в годы русско — японской войны, революционные события 1905—1906 гг. в Харькове, участие в отрядах самообороны для борьбы с черносотенными погромами, деятельность в крымском подполье, арест, пребывание в харьковской каторжной тюрьме, ссылку в Сибирь, побег, скитания по России и Украине и отъезд в Америку.
Снова арестован в 1936 г. Исключен из ВКП (б). 13 ноября 1936 г. Военной коллегией Верховного суда СССР по статьям 17-58-8, 58-11 УК РСФСР приговорен к 10 годам тюремного заключения с поражением в правах на 5 лет и конфискацией имущества. Отбывал заключение в Соловках. Особой тройкой УНКВД ЛО 10 октября 1937 г. приговорен к высшей мере наказания. С Первым Соловецким этапом отправлен в Медвежьегорск и 4 ноября 1937 г. расстрелян в урочище Сандормох.

## Сочинения
- От харьковской голубятни до ангарской ссылки. М.: Изд-во Всесоюзн.об-ва политкаторжан и ссыльнопоселенцев, 1930. 136 с. (2-е изд-е: М.: Федерация, 1931. 249 с.; 3-е, доп. изд-е: Предисл. Я. Шумяцкого. М.: Федерация, [школа ФЗУ им. Борщевского], 1932. 168 с.).
- Фабрика книги Красный пролетарий: история типографии бывшего «Т-ва И. Н. Кушнерев и Ко» / исторический очерк М. Фишелева. — М.: Гизлегпром, 1932. 341 с.
- Роль «заграничных комитетов» в укреплении экономических организаций ссылки // Енисейская ссылка: сборник Енисейского землячества / Всесоюзное общество политических каторжан и ссыльно-поселенцев. М.: Издательство Всесоюзного общества политкаторжан и ссыльно-поселенцев, 1934. С. 158—172.